# Холощак, Иван Яковлевич
Иван Яковлевич Холощак (15 августа 1919 — 27 мая 2002) — комсорг батальона в 60-й армии Центрального фронта, лейтенант. Герой Советского Союза.

## Биография
Родился 15 августа 1919 года в деревне Брянкустичи (ныне — Унечского района Брянской области).
В Красной Армии с 1939 года. Участник Великой Отечественной войны с июня 1941 года. Воевал на Южном, Крымском, Центральном, 1-м Украинском фронтах.
Указом Президиума Верховного Совета СССР от 17 октября 1943 года за образцовое выполнение боевых заданий командования и проявленные при этом мужество и героизм лейтенанту Холощаку Ивану Яковлевичу присвоено звание Героя Советского Союза с вручением ордена Ленина и медали «Золотая Звезда».
С 1948 года в запасе. Умер 27 мая 2002 года. Похоронен на Лужковском кладбище в Орле.
Награждён орденами Ленина, Красного Знамени, Отечественной войны 1-й степени, медалями.